# Die Patrick Star Show
Die Patrick Star Show ist eine US-amerikanische Zeichentrickserie des Senders Nickelodeon. Als Spin-off zu SpongeBob Schwammkopf konzentriert sich die Serie auf den jugendlichen Patrick, der noch bei seiner Familie lebt und seine eigene Show produziert. Die Serie ist nach Kamp Koral: SpongeBobs Kinderjahre das zweite Spin-off von SpongeBob Schwammkopf.

## Inhalt
Als Teenager lebt Patrick gemeinsam mit seinen Eltern, seiner Schwester Squidina und seinem Großvater unter einem Dach. Patrick versucht sich als Entertainer und beschließt, eine eigene Show zu produzieren, die er „Die Patrick Star Show“ nennt.

## Produktion und Ausstrahlung
Nickelodeon verkündete am 10. August 2020, dass an einem Spin-off zu Patrick gearbeitet wird. Am 17. Juni 2021 wurde bekanntgegeben, dass die Serie am 9. Juli 2021 bei Nickelodeon ihre Premiere feiern wird. Die erste Staffel soll 13 Folgen umfassen.
Die Serie startete am 9. Juli 2021 bei Nickelodeon. Die erste Folge lief gemeinsam mit zwei neuen SpongeBob-Schwammkopf-Episoden sowie der Premiere der neuen Nickelodeon-Serie Middlemost Post. Von der Serie sollen fortan Freitagabend die Premieren neuer Episoden stattfinden.
Am 11. August 2021 wurde die erste Staffel um weitere 13 Folgen verlängert.
Die Serie wurde am 21. März 2022 um eine zweite Staffel verlängert. Diese sollte 26 Folgen beinhalten, doch die Staffel wurde auf 13 Folgen gekürzt.
Am 29. Juli 2024 startete die 3. Staffel, die zuvor nicht durch die Presse angekündigt worden war.
Am 18. Oktober 2024 wurde die Serie um eine 4. und 5. Staffel mit jeweils 13 Folgen verlängert. Zudem wurde bestätigt, dass es sich bei Staffel 3 um die ursprünglich zweite Hälfte der 2. Staffel handle.

## Synchronisation
| Name                  | Originalsprecher | Deutscher Sprecher |
| --------------------- | ---------------- | ------------------ |
| Patrick Star          | Bill Fagerbakke  | Fritz Rott         |
| Squidina Star         | Jill Talley      | Anni C. Salander   |
| Bunny Star            | Cree Summer      | Anna Dramski       |
| Cecil Star            | Thomas F. Wilson | Gregor Höppner     |
| Opapat Star           | Dana Snyder      | Freimut Götsch     |
| SpongeBob Schwammkopf | Tom Kenny        | Santiago Ziesmer   |

## Episodenliste

### Übersicht
| Staffel | Episodenanzahl | Erstausstrahlung USA | Erstausstrahlung USA | Deutschsprachige Erstausstrahlung | Deutschsprachige Erstausstrahlung |
| Staffel | Episodenanzahl | Staffelpremiere      | Staffelfinale        | Staffelpremiere                   | Staffelfinale                     |
| ------- | -------------- | -------------------- | -------------------- | --------------------------------- | --------------------------------- |
| 1       | 26 (50)        | 9. Juli 2021         | 25. Juli 2023        | 27. Mai 2022                      | 27. September 2023                |
| 2       | 13 (26)        | 26. Juli 2023        | 25. Juli 2024        | 19. Februar 2024                  | 6. September 2024                 |
| 3       | 13 (23)        | 29. Juli 2024        | 24. Dezember 2024    | 6. September 2024                 |                                   |
| 4       | 13             | 21. März 2025        |                      | 29. Juni 2025                     |                                   |
| 5       | 13             |                      |                      |                                   |                                   |

1. ↑  Die erste Zahl steht für die Anzahl der Episoden nach dem Produktionscode und die zweite Zahl für die Anzahl der verschiedenen Geschichten

### Staffel 1
In den USA feierten alle Episoden bei Nickelodeon ihre Premiere. Die deutschsprachige Erstausstrahlung fand nur in Teilen bei Nickelodeon Deutschland statt. Episoden, die zuerst auf dem österreichischen und schweizerdeutschen Ableger liefen, sind als Fußnoten vermerkt.
| Nummer (gesamt) | Nummer (Staffel) | Deutscher Titel                        | Originaltitel                     | Erstausstrahlung (USA) | Deutschsprachige Erstausstrahlung (Deutschland, Österreich und Schweiz) |
| 1               | 1                | Bärenhunger                            | Late for Breakfast                | 9. Juli 2021           | 27. Mai 2022 (a)                                                        |
| 1               | 2                | Patricks Verstimmung                   | Bummer Jobs                       | 9. Juli 2021           | 27. Mai 2022 (a)                                                        |
| 2               | 3                | Krieg der Stufen                       | Stair Wars                        | 23. Juli 2021          | 31. Mai 2022                                                            |
| 2               | 4                | Frostige Feinde                        | Enemies à la Mode                 | 23. Juli 2021          | 1. Juni 2022                                                            |
| 3               | 5                | Verschollen im Sofa                    | Lost in Couch                     | 16. Juli 2021          | 31. Mai 2022 (a)                                                        |
| 3               | 6                | Der Pat-A-Thon                         | Pat-a-thon                        | 16. Juli 2021          | 1. Juni 2022 (a)                                                        |
| 4               | 7                | Der Flohmarkt                          | The Yard Sale                     | 19. November 2021      | 4. Juni 2022                                                            |
| 5               | 8                | Squidinas Helferlein                   | Squidina’s Little Helper          | 6. August 2021         | 2. Juni 2022 (a)                                                        |
| 5               | 9                | Dem Gestank auf der Spur               | I Smell a Pat                     | 13. August 2021        | 7. Juni 2022 (a)                                                        |
| 6               | 10               | Der Tankstellen-Urlaub                 | Gas Station Vacation              | 29. Oktober 2021       | 8. Juni 2022 (a)                                                        |
| 6               | 11               | Bunny, die Barbarin                    | Bunny the Barbarian               | 5. November 2021       | 9. Juni 2022 (a)                                                        |
| 7               | 12               | Spuk im Star Haus                      | The Haunting of Star House        | 30. Juli 2021          | 10. Juni 2022 (a)                                                       |
| 7               | 13               | Wer ist ein großer Junge?              | Who’s a Big Boy?                  | 4. März 2022 (a)       | 10. Juni 2022 (a)                                                       |
| 8               | 14               | Halloween-Spezial                      | Terror at 20,000 Leagues          | 22. Oktober 2021       | 30. Oktober 2022 (a)                                                    |
| 9               | 15               | Die Reise durch Cecil                  | To Dad and Back                   | 18. März 2022          | 13. Juni 2022                                                           |
| 9               | 16               | Hart aber draußen                      | Survivoring                       | 25. März 2022          | 13. Juni 2022 (a)                                                       |
| 10              | 17               | Frohe Weihnachten                      | Just in Time for Christmas        | 3. Dezember 2021       | 18. Juni 2022                                                           |
| 10              | 18               | Lasset die Spiele beginnen             | Klopnodian Heritage Festival      | 11. März 2022          | 20. Juni 2022                                                           |
| 11              | 19               | Mantarochens Plan                      | X Marks the Pot                   | 1. April 2022          | 15. Juni 2022 (a)                                                       |
| 11              | 20               | Die Star-Babysitter                    | Patrick’s Alley                   | 8. April 2022          | 16. Juni 2022 (a)                                                       |
| 12              | 21               | Perlas große Chance                    | Pearl Wants to Be a Star          | 15. April 2022         | 17. Juni 2022 (a)                                                       |
| 12              | 22               | Die Superbabys                         | Super Sitters                     | 10. April 2023         | 18. Juni 2022                                                           |
| 13              | 23               | Die Star Nachrichten                   | Nitwit Neighborhood News          | 22. Juli 2022          | 20. Juni 2022                                                           |
| 13              | 24               | Halbzeit                               | Mid-Season Finale                 | 22. Juli 2022          | 21. Juni 2022                                                           |
| 14              | 25               | Geschrumpfte Stars                     | Shrinking Stars                   | 13. Januar 2023        | 21. Mai 2023 (a)                                                        |
| 14              | 26               | FitzPatrick                            | FitzPatrick                       | 11. April 2023         | 29. Mai 2023 (a)                                                        |
| 15              | 27               | Die unglaubliche Reise                 | Uncredible Journey                | 10. Februar 2023       | 30. Mai 2023 (a)                                                        |
| 15              | 28               | Ersatz für Patrick                     | Host-a-Palooza                    | 17. Februar 2023       | 31. Mai 2023 (a)                                                        |
| 16              | 29               | Zahltag                                | Backpay Payback                   | 24. Februar 2023       | 1. Juni 2023 (a)                                                        |
| 16              | 30               | Das Starhaus                           | House Hunting                     | 3. März 2023           | 2. Juni 2023 (a)                                                        |
| 17              | 31               | Sabber ohne Ende                       | The Drooling Fool                 | 12. April 2023         | 5. Juni 2023 (a)                                                        |
| 17              | 32               | Der Gestaltwandler                     | Patrick’s Got a Zoo Loose         | 13. April 2023         | 6. Juni 2023 (a)                                                        |
| 18              | 33               | Der Seestern-Effekt                    | The Patterfly Effect              | 17. April 2023         | 7. Juni 2023 (a)                                                        |
| 18              | 34               | Ein seltsamer Wettbewerb               | A Space Affair To Remember        | 18. April 2023         | 7. Juni 2023 (a)                                                        |
| 19              | 35               | Gürkchen-Pastete                       | Home ECCH!                        | 19. April 2023         | 8. Juni 2023 (a)                                                        |
| 19              | 36               | Der Spaßkopf                           | Fun & Done!                       | 20. April 2023         | 8. Juni 2023 (a)                                                        |
| 20              | 37               | Die Seetang-Beet-Kinder                | The Lil’ Patscals                 | 24. April 2023         | 9. Juni 2023 (a)                                                        |
| 20              | 38               | Patrick hat Hunger                     | The Prehistoric Patrick Star Show | 25. April 2023         | 9. Juni 2023 (a)                                                        |
| 21              | 39               | Die ausverkaufte Sendung               | The Patrick Show Sells Out        | 26. April 2023         | 29. Juli 2023                                                           |
| 21              | 40               | König Neptuns Ball                     | Neptune’s Ball                    | 27. April 2023         | 30. Juli 2023                                                           |
| 22              | 41               | Das Star-Familien-Schnurrbart-Versteck | Dad’s Stache Stash                | 1. Mai 2023            | 18. September 2023                                                      |
| 22              | 42               | Wünsch Dir was                         | A Root Galoot                     | 2. Mai 2023            | 19. September 2023                                                      |
| 23              | 43               | Die Star-Preis-Verleihung              | The Starry Awards                 | 3. Mai 2023            | 20. September 2023                                                      |
| 23              | 44               | Das Blorp-Dankfest                     | Blorpsgiving                      | 4. Mai 2023            | 21. September 2023                                                      |
| 24              | 45               | Das Stunt-Double                       | Stuntin’                          | 3. Juli 2023           | 22. September 2023                                                      |
| 24              | 46               | Du bist was du isst                    | Olly Olly Organ Free              | 4. Juli 2023           | 23. September 2023                                                      |
| 25              | 47               | Eine Hexe bleibt eine Hexe             | Which Witch is Which?             | 5. Juli 2023           | 24. September 2023                                                      |
| 25              | 48               | Die Oma Tentakel Show                  | Get Off My Lawnie                 | 6. Juli 2023           | 25. September 2023                                                      |
| 26              | 49               | Blubberbernds Kritiken                 | Bubble Bass Reviews               | 24. Juli 2023          | 26. September 2023                                                      |
| 26              | 50               | Patricks Knast-Kumpels                 | Patrick’s Prison Pals             | 25. Juli 2023          | 27. September 2023                                                      |

### Staffel 2
In den USA feierten alle Episoden bei Nickelodeon ihre Premiere. Die deutschsprachige Erstausstrahlung fand zum Teil bei Nickelodeon Deutschland statt. Episoden, die zuerst bei Paramount+ veröffentlicht wurden, sind als Fußnoten vermerkt.
| Nummer (gesamt) | Nummer (Staffel) | Deutscher Titel                | Originaltitel                     | Erstausstrahlung (USA) | Deutschsprachige Erstausstrahlung (Deutschland, Österreich und Schweiz) |
| 27              | 1                | Kein Budget für Staffel 2      | The Patrick Show Cashes In        | 26. Juli 2023          | 19. Februar 2024                                                        |
| 27              | 2                | Die Star Gameshow              | The Star Games                    | 27. Juli 2023          | 20. Februar 2024                                                        |
| 28              | 3                | Die Superstars                 | Super Stars                       | 6. November 2023       | 21. Februar 2024                                                        |
| 28              | 4                | Einbrecher und Geister         | Now Museum, Now You Don’t         | 7. November 2023       | 22. Februar 2024                                                        |
| 29              | 5                | 10 und 1 Toiletten             | 10 & 1 Toilets                    | 8. November 2023       | 23. Februar 2024 (b)                                                    |
| 29              | 6                | Familie Star im Park           | Family Plotz                      | 9. November 2023       | 23. Februar 2024 (b)                                                    |
| 30              | 7                | Schmandors Rache               | The Wrath of Shmandor             | 13. November 2023      | 23. Februar 2024 (b)                                                    |
| 30              | 8                | Patricks Nachbarschaft         | There Goes the Neighborhood       | 14. November 2023      | 23. Februar 2024 (b)                                                    |
| 31              | 9                | Kino Stars                     | Movie Stars                       | 15. November 2023      | 23. Februar 2024 (b)                                                    |
| 31              | 10               | Wenn die Wissenschaft angreift | Dr. Smart Science                 | 16. November 2023      | 23. Februar 2024 (b)                                                    |
| 32              | 11               | Die Klosett-Episode            | The Commode Episode               | 13. Februar 2024       | 3. Juni 2024                                                            |
| 32              | 12               | Der Klopnodische Bund der Ehe  | Tying the Klop-Knot               | 15. Februar 2024       | 3. Juni 2024                                                            |
| 33              | 13               | Giftiges Glück                 | Chum Bucket List                  | 21. Februar 2024       | 4. Juni 2024                                                            |
| 33              | 14               | Der große Baby Patrick         | Big Baby Patrick                  | 22. Februar 2024       | 5. Juni 2024                                                            |
| 34              | 15               | Die Ersatzregie                | Is There a Director in the House? | 27. Februar 2024       | 6. Juni 2024                                                            |
| 34              | 16               | Sternen-Kreuzfahrt             | Star Cruise                       | 28. Februar 2024       | 7. Juni 2024 (b)                                                        |
| 35              | 17               | Eiskalt abserviert             | Best Served Cold                  | 29. Februar 2024       | 7. Juni 2024 (b)                                                        |
| 35              | 18               | Tattoo Wahnsinn                | Tattoo Hullabaloo                 | 20. Mai 2024           | 7. Juni 2024 (b)                                                        |
| 36              | 19               | Zu viele Patricks              | Too Many Patricks                 | 20. Mai 2024           | 7. Juni 2024 (b)                                                        |
| 36              | 20               | Viel Tofu um nichts            | Much Tofu About Nothing           | 21. Mai 2024           | 7. Juni 2024 (b)                                                        |
| 37              | 21               | Der Zeitentausch               | Face/Off-Model                    | 22. Mai 2024           | 6. September 2024 (b)                                                   |
| 37              | 22               | Chaos in der Krossen Krabbe    | 5 Star Restaurant                 | 23. Mai 2024           | 6. September 2024 (b)                                                   |
| 38              | 23               | Zu Hause, auf der Flucht       | At Home, on the Lam               | 22. Juli 2024          | 6. September 2024 (b)                                                   |
| 38              | 24               | Das „Wähl-O-Rama“              | Pick Patrick’s Path               | 23. Juli 2024          | 6. September 2024 (b)                                                   |
| 39              | 25               | Die Snacks sind aus            | Time to Eat                       | 24. Juli 2024          | 6. September 2024 (b)                                                   |
| 39              | 26               | Hausarbeit                     | Cleanin’ House                    | 25. Juli 2024          | 6. September 2024 (b)                                                   |

### Staffel 3
In den USA feierten alle Episoden bei Nickelodeon ihre Premiere. Die deutschsprachige Veröffentlichung fand bisher zum Großteil bei Paramount+ statt. Episoden, die zuerst in Österreich und der Schweiz oder bei Nicktoons Deutschland ausgestrahlt wurden, sind als Fußnoten vermerkt.
| Nummer (gesamt) | Nummer (Staffel) | Deutscher Titel                          | Originaltitel                   | Erstausstrahlung (USA) | Deutschsprachige Erstausstrahlung (Deutschland, Österreich und Schweiz) |
| 40              | 1                | Der Spaß-Eimer                           | The Fun Bucket                  | 29. Juli 2024          | 6. September 2024                                                       |
| 40              | 2                | Die Patrick Show in der Nacht            | The Patrick Show After Dark     | 30. Juli 2024          | 6. September 2024                                                       |
| 41              | 3                | Shopping Schlacht                        | Chopping Spree                  | 31. Juli 2024          | 6. September 2024                                                       |
| 41              | 4                | Ein Roboter kommt selten allein          | All Bot Myself                  | 1. August 2024         | 6. September 2024                                                       |
| 42              | 5                | Sport ist Mord                           | Star-Robics                     | 5. August 2024         | 2. Dezember 2024 (c)                                                    |
| 42              | 6                | Die Bauchredner-Puppen                   | Who’s the Dummy Now?            | 6. August 2024         | 3. Dezember 2024 (c)                                                    |
| 43              | 7                | Das Patrick Show Land                    | Patrick Show Land               | 7. August 2024         | 4. Dezember 2024 (c)                                                    |
| 43              | 8                | Die Legende vom verschollenen Badezimmer | Legend of the Lost Bathroom     | 8. August 2024         | 5. Dezember 2024 (c)                                                    |
| 44              | 9                | Fahren will erlernt sein                 | Driven to Drive                 | 19. August 2024        | 6. Dezember 2024                                                        |
| 44              | 10               | Der Zeitschleifen-Kuchen                 | A Patty in Time                 | 20. August 2024        | 6. Dezember 2024                                                        |
| 45              | 11               | Patrick der Bote                         | Pat-per Route                   | 21. August 2024        | 6. Dezember 2024                                                        |
| 45              | 12               | Der Tag der Schwertgrundeln              | Day of the Dartfish             | 22. August 2024        | 6. Dezember 2024                                                        |
| 46              | 13               | Patty-Poo                                | Patty Poo                       | 4. Dezember 2024       | 6. Dezember 2024                                                        |
| 46              | 14               | Tauschtoberfest                          | Swaptoberfest                   | 6. Dezember 2024       | 6. Dezember 2024                                                        |
| 47              | 15               | Die Scherzfabrik                         | Patrickle Jokes                 | 10. Dezember 2024      | 20. April 2025 (d)                                                      |
| 47              | 16               | Komiker-Patrick                          | Pat Roast                       | 12. Dezember 2024      | 21. April 2025 (d)                                                      |
| 48              | 17               | Ideen-Notstand                           | All Out of Idea Bricks          | 16. Dezember 2024      | 22. April 2025 (d)                                                      |
| 48              | 18               | Kein hoffnungsloser Fall                 | A Fool Schooled                 | 18. Dezember 2024      | 23. April 2025 (d)                                                      |
| 49              | 19               | Irgendwas Dummes passiert immer          | Something Stupid This Way Comes | 14. Oktober 2024       |                                                                         |
| 50              | 20               | Klopnodanisches Thanksgiving             | Thanks But No Thanksgiving      | 25. November 2024      |                                                                         |
| 51              | 21               | Haustier-Alarm                           | Get Ouch                        | 20. Dezember 2024      | 24. April 2025 (d)                                                      |
| 51              | 22               | Nicht Lustig                             | Day of the Living Dad Jokes     | 24. Dezember 2024      | 24. April 2025 (d)                                                      |
| 52              | 23               | Squidinas spektakuläres Theaterstück     | Squidina’s Holidaze Special     | 2. Dezember 2024       | 5. Juli 2025 (e)                                                        |

### Staffel 4
In den USA feierten alle Episoden bei Nickelodeon ihre Premiere.
| Nummer (gesamt) | Nummer (Staffel) | Deutscher Titel                   | Originaltitel                   | Erstausstrahlung (USA) | Deutschsprachige Erstausstrahlung (Deutschland und Schweiz) |
| 53              | 1                | Die Sitcom                        | Sitcom Stars                    | 21. März 2025          | 29. Juni 2025                                               |
| 53              | 2                | Die Show muss weitergähnen        | The Show Must Go Yawn           | 21. März 2025          | 29. Juni 2025                                               |
| 54              | 3                | Die Dating-Show                   | The Dated Game                  | 28. März 2025          | 30. Juni 2025                                               |
| 54              | 4                | Eis-Krise                         | Ice Cream Headache              | 28. März 2025          | 1. Juli 2025                                                |
| 55              | 5                | Tinkles Zeitreise                 | A Tinkle in Time                | 11. April 2025         | 2. Juli 2025                                                |
| 55              | 6                | Alles außer Fernsehen             | TV or Not TV                    | 11. April 2025         | 3. Juli 2025                                                |
| 56              | 7                | Nachbarschaftshilfe               | Two Pests in a Teapot           | 18. April 2025         | 4. Juli 2025                                                |
| 56              | 8                | Robin Plankton Hood               | Partial Recall                  | 18. April 2025         | 5. Juli 2025                                                |
| 57              | 9                | Das Geisterhaus von Flim und Flam | The Haunting of Flim-Flam House | 25. April 2025         | 9. Juli 2025 (f)                                            |
| 57              | 10               | Hilfe für Rubens Show             | Rube Tube                       | 25. April 2025         | 9. Juli 2025                                                |